# Kansan näyttämö
Kansan näyttämö var en arbetarteater i Helsingfors, grundad 1907 i Gamla studenthuset med Kaarle Halme som första chef. Den hade en föregångare i Työväen teatteri. Teaterns chef åren 1914–1918 och 1922–1934 var Mia Backman, som på 1920-talet introducerade en ny och lysande era med modern dramatik och med nya framstående skådespelarkrafter. Operetterna hade en glanstid med Eine Laine och Sven Hildén som stjärnor. År 1933 sammanslogs Kansan näyttämö med Koiton näyttämö och bildade Helsingin kansanteatteri.